# Cosmarium obsoletum
Cosmarium obsoletum  là một loài Song tinh tảo trong họ Desmidiaceae, thuộc chi Cosmarium.